# Malinchismo
Malinchismo é um termo pejorativo usado para explicar as formas de atração que o estrangeiro exerce no imaginario popular, fazendo com que indivíduos percam o espírito de nacionalidade ao se passar para o lado do outro. O malinchismo traduz o desprezo aos que se deixam atrair pelos valores estrangeiros, considerados superiores, de melhor qualidade e dignos de imitação. No México e em outros países o termo malinchismo/malinchista se aplica a todos aqueles que sentem uma atração desmedida pelo estrangeiro e desprezam a cultura nacional. Também se aplica à política para explicar a opção pelo estrangeiro, como em El Salvador, em que os partidos políticos de esquerda chamam os adversários de "direita malinchista". O mito de Malinche e a força desse sentimento de repúdio ultrapassou as fronteiras mexicanas, e o malinchismo passou a ser aplicado como termo técnico, político, para tudo que significasse opção pelo estrangeiro.
No Brasil o termo equivalente utilizado é Complexo de vira-lata